# یواس‌اس کویین‌فیش (اس‌اس-۳۹۳)
یواس‌اس کویین‌فیش (اس‌اس-۳۹۳) (به انگلیسی: USS Queenfish (SS-393)) یک زیردریایی بود که طول آن ۳۱۱ فوت ۶ اینچ (۹۴٫۹۵ متر) بود. این زیردریایی در سال ۱۹۴۳ ساخته شد.